# Mike Hailwood
Temple international de la renommée du sport automobile 2001
Mike Hailwood, né le 2 avril 1940 à Great Milton (Oxfordshire) et mort le 23 mars 1981 à Birmingham (Midlands de l'Ouest), est un pilote moto puis automobile britannique.

## Biographie
Il a été entre 1958 à 1967 un des plus grands pilotes de moto de tous les temps, puis, entre 1963 et 1974, un grand pilote automobile de Formule 1.
Il a été neuf fois champion du monde moto, dont quatre fois de suite en 500 cm3 (sur MV Agusta), remportant 76 Grands Prix, dont 14 victoires au Tourist Trophy, la dernière à 38 ans au guidon d’une Ducati 900 Super Sport préparée par NCR. Une de ses grandes qualités était d'arriver à tirer parti de n'importe quelle machine, quelle que soit sa cylindrée ou son état. On l'a vu gagner avec la boîte de vitesses bloquée ou un amortisseur cassé[réf. souhaitée].
Il est aussi connu pour avoir sauvé la vie du pilote suisse Clay Regazzoni, prisonnier de sa voiture en feu après un carambolage à l'occasion du Grand Prix d'Afrique du Sud 1973 sur le Circuit de Kyalami. Il a reçu la George Medal pour cet acte héroïque[réf. souhaitée].
Il se tue à la suite d'une collision avec un camion qui effectuait un demi-tour interdit, en Angleterre, à Portway, le 21 mars 1981 alors qu'il revenait avec sa fille Michelle d'acheter des fish and chips ; sa fille Michelle meurt sur le coup et lui deux jours plus tard à Birmingham.

## Carrière

### 1958
Court sur Ducati, NSU, MV Agusta, Norton, Triumph, Paton.
- 74 victoires
- Gagne sept fois trois catégories dans la même journée.
- Gagne deux fois quatre catégories dans la même journée (125 cm3, 250 cm3, 350 cm3 et 500 cm3), avec record du tour dans chaque catégorie.

### 1959
Court sur Norton, AJS, NSU, FB Mondial
- 57 victoires
- 46 records du tour
- 3e en 125
- 5e en 250

### 1960
Court sur Ducati, Norton
- 58 victoires
- 5e en 250
- 6e en 500

### 1961
Court sur EMC, Honda, Norton, MV Agusta
- 37 victoires
- Champion du monde en 250 (Honda)
- 6e en 125
- 2e en 500

### 1962
Court sur EMC, MV Agusta
- 20 victoires
- Champion du monde en 500
- 5e en 125 cm3
- 3e en 350 cm3

### 1963
Court sur MV Agusta
- 10 victoires
- Champion du monde en 500
- 2e en 350

### 1964
Court sur MV Agusta
- 7 victoires
- Champion du monde en 500
- 4e en 350

### 1965
Court sur MV Agusta et Honda
- 10 victoires
- Champion du monde en 500
- 3e en 350

### 1966
Court sur Honda
- 19 victoires
- Champion du monde en 250
- Champion du monde en 350
- 2e en 500

### 1967
Court sur Honda
- 16 victoires
- Champion du monde en 250
- Champion du monde en 350
- 4e en 500

### 1978
Court sur Yamaha et Ducati
- Vainqueur du TT et à Mallory Park

### 1979
Court sur Suzuki et Ducati
- Vainqueur du TT

Il arrête sa carrière de pilote auto en 1974 à la suite d'un accident en Formule 1 au Nürburgring (blessures aux jambes).

## Résultats en championnat du monde de Formule 1
| Saison | Écurie                       | Châssis           | Moteur      | Pneus     | GP disputés | Points inscrits | Classement |
| ------ | ---------------------------- | ----------------- | ----------- | --------- | ----------- | --------------- | ---------- |
| 1963   | Reg Parnell Racing           | Lotus 24 Lola Mk4 | Climax V8   | Dunlop    | 2           | 0               | n.c.       |
| 1964   | Reg Parnell Racing           | Lotus 25          | BRM V8      | Dunlop    | 9           | 1               | 19e        |
| 1965   | Reg Parnell Racing           | Lotus 25          | BRM V8      | Dunlop    | 1           | 0               | n.c.       |
| 1971   | Team Surtees                 | TS9               | Cosworth V8 | Firestone | 2           | 3               | 18e        |
| 1972   | Brooke Bond Oxo Team Surtees | TS9B              | Cosworth V8 | Firestone | 10          | 13              | 8e         |
| 1973   | Brooke Bond Oxo Team Surtees | TS14A             | Cosworth V8 | Firestone | 15          | 0               | n.c.       |
| 1974   | Yardley Team McLaren         | M23               | Cosworth V8 | Goodyear  | 11          | 12              | 10e        |

## Palmarès
- 9 fois champion du monde moto entre 1961 et 1967
- Champion d'Europe de Formule 2 en 1972
- 50 participations en championnat du monde de Formule 1 de 1963 à 1974

## Hommages
- La réplica Ducati MHR est lancée un an après la victoire du pilote au Tourist Trophy 1978 (catégorie TT F1) sur une Ducati 900 SS préparée par NCR.
- La réplica moderne NCR Mike Hailwood TT est créée pour célébrer le 30e anniversaire de la victoire du pilote au Tourist Trophy 1978[5].
- Un biopic sur les dernières années de sa vie, dont sa dernière victoire à l’île de Man en 1978, serait en préparation, avec des motos construites à l’identique par un atelier australien, pour un prix avoisinant les 120000 euros (en 2022)[6].